# 埃科德夫尔
埃科德夫尔（法語：Escaudœuvres，法語發音：[ekodœvʁ]）是法国上法蘭西大區北部省的一个市镇，属于康布雷区。

## 地理
埃科德夫尔（50°11'34"N, 3°15'54"E）面积6.64 平方千米，位于法国上法蘭西大區北部省，该省份为法国最北部的省份及最长的省份，西北濒北海，西接加来海峡省，南至埃纳省和索姆省，东与比利时接壤。
与埃科德夫尔接壤的市镇（或旧市镇、城区）包括：埃瓦尔、坦莱韦克、坦圣马丹、卡尼翁克勒、康布雷、科鲁瓦尔、纳沃、拉米伊。
埃科德夫尔的时区为UTC+01:00、UTC+02:00（夏令时）。

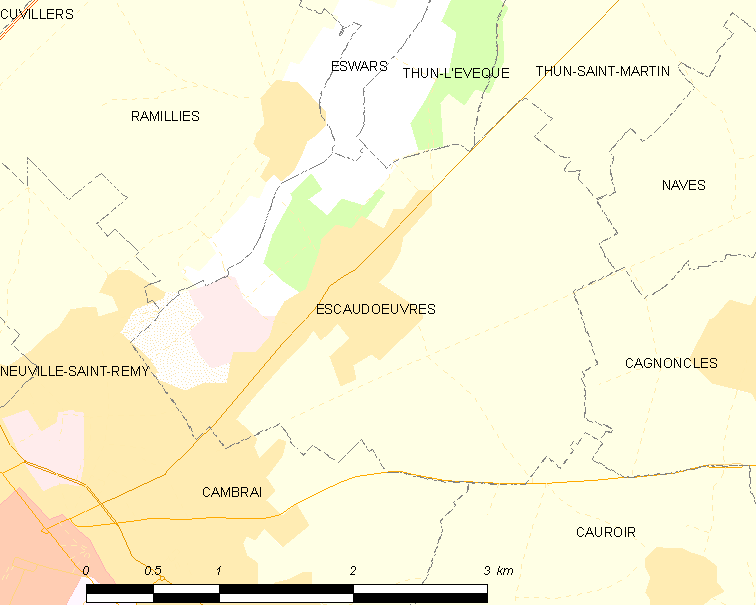
埃科德夫尔的OSM定位图

## 行政
埃科德夫尔的邮政编码为59161，INSEE市镇编码为59206。

## 政治
埃科德夫尔所属的省级选区为康布雷县。

## 人口

1962-2008年间埃科德夫尔人口变化图示

埃科德夫尔于2022年1月1日时的人口数量为3180人。